# Orfelia tristis
Orfelia tristis är en tvåvingeart som först beskrevs av Lundstrom 1911.  I den svenska databasen Dyntaxa används istället namnet Orfelia lugubris. Orfelia tristis ingår i släktet Orfelia och familjen platthornsmyggor. Arten är reproducerande i Sverige. Inga underarter finns listade i Catalogue of Life.